# Best of Dark Horse 1976–1989
Best of Dark Horse 1976—1989 — второй компиляционный альбом Джорджа Харрисона, вышедший в 1989 году после Cloud Nine (1987) и Traveling Wilburys Vol. 1.
В диск вошли композиции Харрисона, выпущенные ранее на лейбле Dark Horse Records (начиная с альбома Thirty Three & 1/3 и заканчивая Cloud Nine). Best of Dark Horse 1976—1989 не попал в британские чарты, но поднялся до 132-й позиции в Billboard 200. Специально для этого альбома Харрисон записал две новые песни: «Poor Little Girl» и «Cockamamie Business». В альбом также вошла песня Харрисона «Cheer Down» из саундтрека к фильму «Смертельное оружие 2».

## Список композиций
1. «Poor Little Girl» — 4:33
2. «Blow Away» — 3:59
3. «That’s The Way It Goes» — 3:34
4. «Cockamamie Business» — 5:15
5. «Wake Up My Love» — 3:32
6. «Life Itself» — 4:24
7. «Got My Mind Set on You» (Rudy Clark) — 3:51
8. «Crackerbox Palace» — 3:56
9. «Cloud 9» — 3:14
10. «Here Comes The Moon» — 4:09
11. «Gone Troppo» — 4:23
12. «When We Was Fab» (George Harrison/Jeff Lynne) — 3:56
13. «Love Comes To Everyone» — 3:40
14. «All Those Years Ago» — 3:44
15. «Cheer Down» (George Harrison/Tom Petty) — 4:08

## Позиции в чартах
| Чарт                                          | Наивысшая позиция | Количество недель |
| --------------------------------------------- | ----------------- | ----------------- |
| Japanese Oricon Weekly Albums Chart (top 100) | 51                | 2                 |
| Billboard 200                                 | 132               | 6                 |

## Объём продаж
| Страна | Источник | Объём продаж |
| ------ | -------- | ------------ |
| Япония | Oricon   | 6820+        |